# 2024年中華民國全國大專校院運動會手球比賽
2024年中華民國全國大專校院運動會手球比賽，是2024年中華民國全國大專校院運動會的其中一個比賽大項，於2024年4月18日至23日在國立臺灣體育運動大學體育館進行。比賽分為公開和一般兩個組別，共11間學校參加。

## 賽程
手球項目於本屆全大運開幕前16天開賽。以下為賽程安排：